# Años 350 a. C.
Los años 350 antes de Cristo transcurrieron entre los años 359 a. C. y 350 a. C.

## Acontecimientos
- Artajerjes III fracasa en la invasión de Egipto en el invierno de 351/350 a. C.
- Filipo II de Macedonia inicia sus campañas con la conquista de la ciudad de Crenidas, rebautizándola como Filipos. Filipo II de Macedonia toma Abdera.